# تونگچوان
تونگچوان (به لاتین: Tongchuan) یک شهر مرکزی در جمهوری خلق چین است که در شاآنشی واقع شده‌است.

## خصوصیات
تونگچوان ۳٬۸۸۲ کیلومترمربع مساحت و ۸۳۴٬۴۳۷ نفر جمعیت دارد.